# Aerarea solului
Aerarea solului este un proces prin care se realizează, permanent, schimbul de gaze dintre sol și atmosferă. În interiorul solului aerul pătrunde în porii neocupați de apă.
Procesul de aerare a solului se realizează în principal prin mișcarea apei în interiorul și în afara lui. Apa de ploaie scade aerul la suprafață, iar pe măsură ce apa se scurge, se evaporă sau este folosită ca element nutritiv de către plante, aerul proaspăt este adus înapoi în sol, umplând spațiile libere lăsate de apa preluată. 
Compoziția aerului din sol diferă de cea a aerului atmosferic prin conținutul mai crescut în CO, (cca 0,3-0,5 %). Aerul din sol are o deosebită importanță pentru dinamica solului și viața plantelor. În cazul unei aerisiri insuficiente a solului, sunt afectate microorganismele aerobe din sol; de asemenea, o aerisire diminuată împiedică creșterea rădăcinilor în lungime, iar substanțele nutritive din sol nu mai sunt accesibile plantelor, astfel: nitrații suferă procesul de denitrificare, iar o parte din azot se pierde sub formă gazoasă. 
Aerarea artificială a solului se realizează prin lucrări agrotehnice de mărunțire și afânare (arat, grăpat etc.).